# تيريزا جوديس
تيريزا جوديس (من مواليد 18 مايو 1972) سيدة أعمال وشخصية تلفزيونية أمريكية ، اشتهرت بظهورها في المسلسل التلفزيوني ربات البيوت الحقيقيات في نيو جيرسي ، كتب تيريزا جوديس أيضًا العديد من كتب الطبخ الشهيرة التي أصبحت فيما بعد أكثر الكتب مبيعًا لصحيفة نيويورك تايمز، ظهر في برنامج دونالد ترامب مشاهير المبتدئ 5 (2012).

## روابط خارجية
- تيريزا جوديس في قاعدة بيانات الأفلام على الإنترنت